# Johanna Holgersson
Johanna Holgersson (* 27. September 1975) ist eine schwedische Badmintonspielerin. 

## Karriere
Johanna Holgersson gewann in Schweden von 1990 bis 1995 sechs Nachwuchstitel, bevor sie im 1996 auch erstmals bei den Erwachsenen auf sich aufmerksam machte. Dort gewann sie die Hungarian International im Damendoppel mit Astrid Crabo. 1997 war sie bei den Peru International erfolgreich und wurde Zweite bei den Polish International. 1997 und 1999 nahm sie an den Badminton-Weltmeisterschaften teil.

## Sportliche Erfolge
| Saison    | Veranstaltung                     | Disziplin    | Platz | Name                                                         |
| --------- | --------------------------------- | ------------ | ----- | ------------------------------------------------------------ |
| 1989/1990 | Schweden: Einzelmeisterschaft U15 | Damendoppel  | 1     | Johanna Holgersson / Kristin Nilsson (Askim RC / Tranås BMK) |
| 1990/1991 | Schweden: Einzelmeisterschaft U17 | Damendoppel  | 1     | Johanna Holgersson / Kristin Nilsson (Askim BC / Tranås)     |
| 1991/1992 | Schweden: Einzelmeisterschaft U17 | Damendoppel  | 1     | Johanna Holgersson / Kristin Nilsson (Askim BC / Tranås)     |
| 1992/1993 | Schweden: Einzelmeisterschaft U19 | Damendoppel  | 1     | Johanna Holgersson / Kristin Nilsson (Askim BC)              |
| 1992/1993 | Schweden: Einzelmeisterschaft U19 | Dameneinzel  | 1     | Johanna Holgersson (Askim BC)                                |
| 1994/1995 | Schweden: Einzelmeisterschaft U22 | Herrendoppel | 1     | Kristin Evernäs / Johanna Holgersson (Askim BC)              |
| 1996      | Hungarian Open                    | Damendoppel  | 1     | Johanna Holgersson / Astrid Crabo                            |
| 1996/1997 | Schweden: Einzelmeisterschaft U22 | Herrendoppel | 1     | Jenny Karlsson / Johanna Holgersson (IFK Umeå / Askim BC)    |
| 1996/1997 | Schweden: Einzelmeisterschaft U22 | Dameneinzel  | 1     | Johanna Holgersson (Askim BC)                                |
| 1997      | Peru International                | Damendoppel  | 1     | Pernille Harder / Johanna Holgersson                         |
| 1997      | Polish International              | Dameneinzel  | 2     | Johanna Holgersson (Sweden)                                  |
| 1999      | Weltmeisterschaft                 | Dameneinzel  | 33    | Johanna Holgersson                                           |

## Referenzen
- Johanna Holgersson beim Badminton-Weltverband

| Personendaten    | Personendaten                  |
| ---------------- | ------------------------------ |
| NAME             | Holgersson, Johanna            |
| KURZBESCHREIBUNG | schwedische Badmintonspielerin |
| GEBURTSDATUM     | 27. September 1975             |